# Sábado inglés
La expresión "sábado inglés" se utiliza en algunos países para referirse al descanso semanal a partir del mediodía del sábado. Este descanso se inició y adoptó primeramente en algunas industrias en Inglaterra durante la segunda mitad del XIX, de ahí su nombre.

## Historia
El otorgamiento de un día de descanso completo tras una labor de seis días tiene en muchos países un origen religioso, y la Iglesia católica estableció ese día de reposo en el domingo. Pero con el tiempo ese periodo de descanso se ha ampliado a un término mayor en muchos países, y el trabajo semanal se interrumpe ahora el sábado al mediodía o después de las 13 horas hasta el domingo a las 24 horas, siguiendo una costumbre que se adoptó primeramente en algunas industrias en Inglaterra durante la segunda mitad del XIX.
Esta generalización a otros países fue la consecuencia de una exigencia de la Asociación Internacional de Legislación del Trabajo (que antecedió a la Organización Internacional del Trabajo) en la reunión que se celebró en Zúrich en el año 1912.
En realidad se trabajaban 9 horas diarias de lunes a sábado, o sea 54 horas semanales. Luego, por conquistas sociales, se logró que esas 54 horas pasaran a ser 44 - dividiendo el valor de las 10 horas de diferencia entre las cuarenta y cuatro acordadas. O sea que el salario siguió siendo el mismo con 10 horas menos: se trabaja ocho horas de lunes a viernes, y cuatro el sábado por la mañana. Esto se realizó primero en Inglaterra, por eso lo de "sábado inglés". 
Algunas empresas deciden trabajar las horas del sábado durante la semana para tener todo ese día libre. El común de la gente confunde o relaciona lo de "sábado inglés" con trabajar mediodía el sábado. En realidad tiene que ver con el trabajo de 44 horas semanales. Quienes cobran por hora, el sábado inglés les representa un 10,6 % más de ganancia.

## Argentina
En Argentina el sábado inglés fue establecido por la ley 11640 de 1932, luego de una enérgica lucha llevada adelante por la Confederación General de Empleados de Comercio.